# روکمانی دوی
روکمانی دِوی (انگلیسی: Rukmani Devi؛ ۱۵ ژانویهٔ ۱۹۲۳ – ۲۸ اکتبر ۱۹۷۸) خواننده و بازیگر اهل کشور سری لانکا بود. به وی لقب «بلبل سری لانکا» داده بودند. او بین سال‌های ۱۹۳۶ تا ۱۹۷۸ میلادی فعالیت می‌کرد.